# Apalacris dupanglingensis
Apalacris dupanglingensis är en insektsart som beskrevs av Zheng, Z. och Peng Fu 2005. Apalacris dupanglingensis ingår i släktet Apalacris och familjen gräshoppor. Inga underarter finns listade i Catalogue of Life.